# Ролуос (группа храмов)
Ролуос (кхмер. រលួស) — группа храмов храмового комплекса Ангкор, включающая в себя наиболее крупные Лолей, Баконг и Преахко. Расположены на месте первой столицы кхмерской империи Харихаралайя, недалеко от современного камбоджийского города Ролуох, к северу от озера Тонлесап, и к востоку от Сиемреапа. Также в группу храмов Ролуоха входит небольшой храм Прасатпреймонти. Эти храмы знаменуют собой начало классического периода цивилизации кхмеров, начиная с конца IX века. Некоторые из них были полностью построены из кирпича, другие частично с латерита или песчаника, в Баконге впервые применены берельефы в качестве декорации стен святилищ. В настоящий момент на территории храмов Баконг и Лолей находятся буддийские монастыри.

## Комментарии
1. ↑  По правилам практической камбоджийско-русской транскрипции — Ролуох[1].